# Phytodietus californicus
Phytodietus californicus là một loài tò vò trong họ Ichneumonidae.